# 스쿠네
스쿠네(일본어: 宿禰)는 고대 일본에서 사용되는 칭호의 일종이며 야마토 왕조의 3세기에서 5세기에 무인과 행정관을 나타내는 호칭이다. 8세기 이후에는 팔색성 중 하나가 되었다. 스쿠네의 가장 오래된 용례는 사이타마켄 고분에서 나오는 多加利足尼이라는 명칭이며 足尼는 少兄를 약칭한 것이다. 고구려 관명인 小兄 에서 유래했다는 설이 있다. 마히토, 아손에 이어 셋째 가는 성이다.

## 스쿠네를 성으로 한 씨족
- 소가씨
- 오토모씨 (대반)
- 하타씨
- 모노노베씨
- 오치씨
- 사에키씨
- 다치바나씨 (공가)